# Dracy-Saint-Loup
Dracy-Saint-Loup – miejscowość i gmina we Francji, w regionie Burgundia-Franche-Comté, w departamencie Saona i Loara.
Według danych na rok 1990 gminę zamieszkiwały 663 osoby, a gęstość zaludnienia wynosiła 31 osób/km² (wśród 2044 gmin Burgundii Dracy-Saint-Loup plasuje się na 360. miejscu pod względem liczby ludności, natomiast pod względem powierzchni na miejscu 400.).